# وعدي (مسلسل)
وعدي هو مسلسل درامي مغربي من بطولة النجمة الصاعدة صفاء حبيركو وإنتاج شركة إماج فاكتوري وإخراج ياسين فنان ثم بثه على القناة الأولى المغربية خلال شهر رمضان لسنة 2015، وتدور أحداث المسلسل حول حياة فتاة تتعرض للاختطاف وهي طفلة لتجد نفسها وسط أسرة فقيرة تستغلها في السرقة والتسول لتتخلى عنها فيما بعد لسيدة غنية مقابل المال، وتكبر الفتاة وتجد نفسها أمام قصة حب فاشلة بسبب ماضيها الذي يطاردها.
ويقدم المسلسل العديد من الظواهر التي يعرفها المجتمع المغربي في إطار درامي حيث يسلط الضوء على بعض الظواهر الاجتماعية مثل اختطاف الأطفال واستغلالهم لأغراض السرقة والتسول والصراع من أجل الثروة بين الغني والفقير وتشابك العلاقات العاطفية وتضارب المصالح.

وقد لاقى المسلسل استحسان الجمهور وتمكن من شد انتباه ما يزيد عن 5 ملايين مشاهد، أي بنسبة 43.5% من المشاهدين.

وشارك في المسلسل مجموعة من الوجوه الشابة من بينهم، صفاء حبيركو وأسامة البسطاوي والسعدية لاديب ومريم الزعيمي وطارق البخاري.

## القصة
يحكي المسلسل معاناة مينة (صفاء حبيركو) التي تتعرض للاختطاف من طرف أسرة فقيرة لتستغلها في السرقة والتسول، فتمر الأعوام وتصبح مينة ابنة إدريس، بعد أن زور أوراق الحالة المدنية. وفي عمر السابعة تقضي الطفلة وقتها في سرقة المحافظ في الشوارع لكن سرعان ما يرميها القدر في كنف سيدة غنية تدعى فطومة بعد أن أمسكها سائقها بينما كانت تحاول سرقة محفظتها، هذه الأخيرة تسامحها وتقرر تربيتها وإخراجها من الوسط الذي تعيش فيه. فتكلفت بتربيتها وتعليمها لتصبح فتاة شابة ترتاد الجامعة وتلتقي بأختها الحقيقية دون أن تعرفها. من جهة أخرى تجد نفسها تواجه علاقة حب فاشلة بسبب ماضيها ولؤم ابنة مربيتها وجشع الأسرة التي اختطفتها. وفي خضم هذه الأحداث المؤثرة تكتشف مينة أنها تعرضت للاختطاف لتنطلق في رحلة البحث عن والديها الحقيقيين. وعند اكتشاف والديها تتخاصم مع صديقتها المفضلة نتيجة معرفة أنها أختها واكتشاف أن اسمها الحقيقي هو آمال وبعد ذلك تصدمها سيارة في الشارع لتفقد ذاكرتها وتنسى حبها الحقيقي علي وتقع في غرام فتى آخر يدعى يونس وبعد مدة تعود لها ذاكرتها وتتزوج بعلي.

## الممثلين
- صفاء حبيركو بدور «مينة» تتعرض للاختطاف من طرف عائلة فقيرة لكن الأقدار تقودها لتتربى في كنف سيدة غنية تدعى فطومة.
- السعدية لاديب أم مينة بعد اختطاف ابنتها أصبحت شديدة الحرص على ابنتها المتبقية فتعاملها بحساسية كبيرة.
- سمية أكعبون في دور فطومة السيدة الغنية التي التقت بمينة وقامت بتربيتها وتعليمها وتشبتت بها رغم كيد ابنتها الحقيقية للتخلص منها.
- طارق البخاري
- أسامة البسطاوي
- مريم الزعيمي
- رضا العلوي

## روابط خارجية
- وعدي على موقع IMDb (الإنجليزية)